# كريستيان براينت
كريستيان براينت (بالإنجليزية: Christian Bryant) هو لاعب كرة قدم أمريكية أمريكي، ولد في 21 مارس 1992 في كليفلاند في الولايات المتحدة.